# ブージー・バッダス
ブージー・バッダス（英: Boosie Badazz、本名：トレンス・ハッチ、1982年11月14日 - ）とは、アメリカ合衆国・ルイジアナ州バトンルージュ出身のラッパーである。2014年まではリル・ブージー（英: Lil Boosie）の名で活動していた。2006年にアルバム『Bad Azz』でデビューを飾る。
2010年にリリースされた3rdアルバム『Incarcerated』は、全米ビルボード200で初登場13位を記録するなど、サザン・ヒップホップ界で活躍した。

## ディスコグラフィー

### 主なアルバム
- Bad Azz (2006年)　(as Lil Boosie)
- Superbad: The Return of Boosie Bad Azz (2009年)　(as Lil Boosie)
- Incarcerated (2010年)　(as Lil Boosie)
- Touch Down 2 Cause Hell (2015年)
- BooPac (2017年)
- Badazz 3.5 (2019年)
- Goat Talk (2019年)
- In House (2020年)